# Nazwy dni tygodnia
Nazwy dni tygodnia, jak również tydzień, w języku polskim, podobnie jak w większości języków słowiańskich, wywodzą się z czasów początków chrystianizacji Słowian przez misjonarzy w VII wieku , a nazwy dni zostały utworzone w sposób numeryczny „odliczając” ich kolejność po niedzieli, która pierwotnie była początkiem tygodnia, jednak w potocznym użyciu, nazwy te zostały uznane za numer dnia w tygodniu, czego skutkiem jest uznanie poniedziałku za pierwszy dzień tygodnia.
Miejsce i czas powstania siedmiodniowego tygodnia nie są znane. Przypuszcza się, że został on wprowadzony w kulturze babilońskiej, w której system nazewnictwa kolejnych dni pochodził od nazw siedmiu planet (tj. ruchomych obiektów) znanych w starożytności, z którymi związane były jednocześnie odpowiadające im bóstwa. Siedmiodniowy cykl został zaadaptowany w kulturze hebrajskiej, jednak Izraelici nie przejęli nazw dni od planet, lecz zastosowali system liczebnikowy z jednym wyróżnionym dniem odpoczynku.

## Języki dawne
W języku polskim oraz większości języków słowiańskich tydzień i nazewnictwo dni tygodnia zostało wprowadzone wraz z pojawieniem się chrześcijaństwa. Za twórcę nazw dni tygodnia w językach słowiańskich uznaje się św. Metodego. Ustalone przez niego nazwy miały następujące znaczenie:
- niedziela: nazwa w większości języków słowiańskich nawiązuje do obowiązku powstrzymania się od pracy i pochodzi od prasłowiańskiego ne dělatĭ – nie działać, nie pracować – oznacza dzień odpoczynku. Zgodnie z chrześcijańską tradycją był to pierwszy dzień tygodnia;
- poniedziałek: oznacza dosłownie dzień, który następuje „po niedzieli”, był to drugi dzień tygodnia;
- wtorek: jest „wtórym”, czyli drugim dniem po niedzieli[3] (wtóry – drugi, prasłowiański vtorŭ);
- środa: nazwa pochodzi od słowa "środek" i oznacza środkowy dzień tygodnia, według niektórych źródeł nazwa ta ma pochodzenie w dosłownym tłumaczeniu nazwy staroniemieckiej, która oznaczała środek tygodnia[5][6];
- czwartek: nazwa wywodzi się od liczby cztery i jest czwartym dniem po niedzieli;
- piątek: nazwa pochodzi od liczby pięć i jest piątym dniem po niedzieli;
- sobota: nazwa wywodzi się od szabatu – świątecznego dnia odpoczynku obchodzonego przez wyznawców judaizmu i niektórych Kościołów chrześcijańskich, który trwa od zachodu słońca w piątek do zachodu słońca w sobotę.

Głównym powodem utworzenia nowych nazw była chrystianizacja Słowian, która mogła być utrudniona przez nazwy stosowane w językach zachodnioeuropejskich, gdyż pochodziły one od planet i bóstw mitologicznych . Pierwotne liczebnikowe znaczenie nazw dni tygodnia uległo zatarciu, gdy za początek tygodnia uznano poniedziałek, a nazwy dni za numer dnia w tygodniu.

## Numerowanie dni tygodnia

### Historia
System nazewnictwa odliczebnikowego dla dni tygodnia wywodzi się najprawdopodobniej z kultury hebrajskiej. W tradycji izraelskiej jedynym wyróżnionym dniem był sabat – dzień odpoczynku – odpowiednik naszej soboty, który jednocześnie był ostatnim dniem tygodnia. Pozostałe dni opisywano kolejno liczebnikami porządkowymi od pierwszego do szóstego dnia po sabacie. System ten został zaadaptowany przez Kościół chrześcijański, jednak zmieniona została nazwa pierwszego dnia po sabacie na dzień Pański.

### Początek w poniedziałek
Międzynarodowa Organizacja Normalizacyjna w standardzie ISO 8601 określającym sposób zapisu daty i czasu ustaliła poniedziałek jako pierwszy dzień tygodnia.
Języki słowiańskie, bałtyckie i uralskie (z wyjątkiem fińskiego i częściowo estońskiego) zaadaptowały siedmiodniowy tydzień, lecz zamiast od niedzieli „rozpoczynają” tydzień od poniedziałku.
Chińska niedziela oznacza „dzień tygodniowy” (星期日 lub 星期天). Poniedziałek jest dosłownie tłumaczony jako „pierwszy dzień (siedmiodniowego) cyklu tygodniowego”, itd. Zanim w Chinach zaadaptowano zachodni kalendarz, niedziela rozpoczynała tydzień, obecnie jest to jednak poniedziałek.
| Dzień (zobacz nieregularności)      | Poniedziałek Pierwszy dzień | Wtorek Drugi dzień               | Środa Trzeci dzień               | Czwartek Czwarty dzień         | Piątek Piąty dzień           | Sobota Szósty dzień              | Niedziela Siódmy dzień                    |
| ----------------------------------- | --------------------------- | -------------------------------- | -------------------------------- | ------------------------------ | ---------------------------- | -------------------------------- | ----------------------------------------- |
| ISO 8601 #                          | 1                           | 2                                | 3                                | 4                              | 5                            | 6                                | 7                                         |
| Polski                              | poniedziałek                | wtorek                           | środa                            | czwartek                       | piątek                       | sobota                           | niedziela                                 |
| Rosyjski                            | понедельник poniedielnik    | вторник wtornik                  | среда srieda                     | четверг czetwierg              | пятница piatnica             | суббота subbota                  | воскресенье woskriesienje                 |
| Białoruski                          | Панядзелак paniadziełak     | Аўторак autorak                  | Серада sierada                   | Чацьвер czaćwier               | Пятніца piatnica             | Субота subota                    | Нядзеля niadziela                         |
| Ukraiński                           | понедiлок ponediłok         | вiвторок wiwtorok                | середа sereda                    | четвер czetwer                 | п'ятниця pjatnycia           | субота subota                    | недiля nedila                             |
| Bułgarski                           | понеделник ponedełnik       | вторник wtornik                  | сряда srjada                     | четвъртък czetwyrtyk           | петък petyk                  | събота sybota                    | неделя nedelja                            |
| Kaszubski                           | pòniedzôłk                  | wtórk                            | strzoda                          | czwiôrtk                       | piątk                        | sobòta                           | niedzela                                  |
| Słowacki                            | pondelok                    | utorok                           | streda                           | štvrtok                        | piatok                       | sobota                           | nedeľa                                    |
| Czeski                              | pondělí lub pondělek        | úterý lub úterek                 | středa                           | čtvrtek                        | pátek                        | sobota                           | neděle                                    |
| Słoweński                           | Ponedeljek                  | Torek                            | Sreda                            | Četrtek                        | Petek                        | Sobota                           | Nedelja                                   |
| Chorwacki                           | Ponedjeljak                 | Utorak                           | Srijeda                          | Četvrtak                       | Petak                        | Subota                           | Nedjelja                                  |
| Serbski                             | Понедељак Ponedeljak        | Уторак Utorak                    | Среда Sreda                      | Четвртак Četvrtak              | Петак Petak                  | Субота Subota                    | Недеља Nedelja                            |
| Macedoński                          | понеделник ponedelnik       | вторник wtornik                  | среда sreda                      | четврток czetwrtok             | петок petok                  | сабота sabota                    | недела nedela                             |
| Litewski                            | Pirmadienis                 | Antradienis                      | Trečiadienis                     | Ketvirtadienis                 | Penktadienis                 | Šeštadienis                      | Sekmadienis                               |
| Łotewski                            | Pirmdiena                   | Otrdiena                         | Trešdiena                        | Ceturtdiena                    | Piektdiena                   | Sestdiena                        | Svētdiena                                 |
| Węgierski                           | hétfő                       | kedd                             | szerda słowiański                | csütörtök słowiański           | péntek słowiański            | szombat                          | vasárnap                                  |
| Estoński                            | esmaspäev                   | teisipäev                        | kolmapäev                        | neljapäev                      | reede                        | laupäev                          | pühapäev                                  |
| Chiński (transkrypcja hanyu pinyin) | 星期一 xīngqīyī             | 星期二 xīngqī'èr                 | 星期三 xīngqīsān                 | 星期四 xīngqīsì                | 星期五 xīngqīwǔ              | 星期六 xīngqīliù                 | 星期日 lub 星期天 xīngqīrì lub xīngqítiān |
| Mongolski (numeryczny)              | нэг дэх өдөр neg dekh ödör  | хоёр дахь өдөр khoyor dakhi ödör | гурав дахь өдөр gurav dakhi ödör | дөрөв дэх өдөр döröv dekh ödör | тав дахь өдөр tav dakhi ödör | хагас сайн өдөр khagas sain ödör | бүтэн сайн өдөр büten sain ödör           |
| Mongolski (tybetański)              | Даваа davaa                 | Мягмар myagmar                   | Лхагва lkhagva                   | Пүрэв pürev                    | Баасан baasan                | Бямба byamba                     | Ням nyam                                  |
| tok pisin (pidżyn melanezyjski)     | mande                       | tunde                            | trinde                           | fonde                          | fraide                       | sarere                           | sande                                     |

### Początek w niedzielę
W religiach abrahamowych pierwszym dniem tygodnia jest niedziela. Biblijny szabat (odpowiadający sobocie), kiedy Bóg odpoczywał po sześciodniowym okresie stworzenia, został ostatnim dniem tygodnia. We wczesnym chrześcijaństwie zaadaptowano tydzień z niedzielą jako pierwszy dzień tygodnia, jednak stopniowo następowało przesunięcie z soboty jako dnia świętowania i odpoczynku na Dzień Pański (dies Domini).
| Dzień (zobacz nieregularności) | Niedziela Pierwszy dzień                       | Poniedziałek Drugi dzień                  | Wtorek Trzeci dzień                           | Środa Czwarty dzień                           | Czwartek Piąty dzień                          | Piątek Szósty dzień                         | Sobota Siódmy dzień                             |
| ------------------------------ | ---------------------------------------------- | ----------------------------------------- | --------------------------------------------- | --------------------------------------------- | --------------------------------------------- | ------------------------------------------- | ----------------------------------------------- |
| Hebrajski                      | יום ראשון yom rishon dosłownie: dzień pierwszy | יום שני yom sheyni dosłownie: dzień drugi | יום שלישי yom shlishi dosłownie: dzień trzeci | יום רביעי yom revi'i dosłownie: dzień czwarty | יום חמישי yom khamishi dosłownie: dzień piąty | יום שישי yom shishi dosłownie: dzień szósty | יום שבת yom Shabbat dosłownie: dzień odpoczynku |
| Łacina kościelna               | Dominica                                       | feria secunda                             | feria tertia                                  | feria quarta                                  | feria quinta                                  | feria sexta                                 | sabbatum                                        |
| Greka kościelna                | Κυριακή                                        | δευτέρα σαββάτον                          | τρίτη σαββάτον                                | τετάρτη σαββάτον                              | πέμπτη σαββάτον                               | πσρασκευή, προσάββατα                       | σάββατον                                        |
| Portugalski                    | domingo                                        | segunda-feira                             | terça-feira                                   | quarta-feira                                  | quinta-feira                                  | sexta-feira                                 | sábado                                          |
| Grecki                         | Κυριακή Kyriakí                                | Δευτέρα Deutéra                           | Τρίτη Trítī                                   | Τετάρτη Tetártī                               | Πέμπτη Pémptī                                 | Παρασκευή Paraskeuí                         | Σάββατο Sávvato                                 |
| Islandzki                      | sunnudagur (Słońce)                            | mánudagur (Księżyc)                       | þriðjudagur                                   | miðvikudagur                                  | fimmtudagur                                   | föstudagur                                  | laugardagur                                     |
| Ormiański                      | Կիրակի Kiraki                                  | Երկուշաբթի Yerkushabti                    | Երեքշաբթի Yerekshabti                         | Չորեքշաբթի Chorekshabti                       | Հինգշաբթի Hingshabti                          | Ուրբաթ Urbat                                | Շաբաթ Shabat                                    |
| Wietnamski                     | chủ nhật lub chúa nhật                         | (ngày) thứ hai                            | (ngày) thứ ba                                 | (ngày) thứ tư                                 | (ngày) thứ năm                                | (ngày) thứ sáu                              | (ngày) thứ bảy                                  |
| Malajski                       | Ahad                                           | Isnin                                     | Selasa                                        | Rabu                                          | Khamis                                        | Jumaat                                      | Sabtu                                           |
| Arabski                        | يوم الأحد yaum al-aḥad                         | يوم الإثنين yaum al-ithnayn               | يوم الثُّلَاثاء yaum ath-thulathā’               | يوم الأَرْبعاء yaum al-’arbi‘ā                  | يوم الخَمِيس yaum al-khamīs                     | يوم الجُمْعَة yaum al-jum‘ah                   | يوم السَّبْت yaum as-sabt                          |
| Maltański                      | Il-Ħadd                                        | It-Tnejn                                  | It-Tlieta                                     | L-Erbgħa                                      | Il-Hamis                                      | Il-Gimgħa                                   | Is-Sibt                                         |
| Indonezyjski                   | Minggu (portugalski)                           | Senin                                     | Selasa                                        | Rabu                                          | Kamis                                         | Jumat                                       | Sabtu                                           |
| Jawajski                       | Ngaat / Akad znaczenie?                        | Senen                                     | Slasa                                         | Rebo                                          | Kemis                                         | Jemuwah                                     | Setu                                            |
| Sundajski                      | Minggu / Minggon                               | Senén                                     | Salasa                                        | Rebo                                          | Kemis                                         | Jumaah                                      | Saptu                                           |
| Perski                         | یکشنبه yekshanbeh 1-shanbe                     | دوشنبه doshanbeh 2-shanbe                 | سه شنبه seshanbeh 3-shanbe                    | چهارشنبه chaharshanbeh 4-shanbe               | پنجشنبه panjshanbeh 5-shanbe                  | آدینه Adineh lub جمعه Jomeh                 | شنبه shanbeh (noc i dzień) shabAneh rooz        |
| Turecki                        | pazar                                          | pazartesi                                 | salı                                          | çarşamba                                      | perşembe                                      | cuma                                        | cumartesi                                       |
| Staroturecki                   | birinç kün                                     | ikinç kün                                 | üçünç kün                                     | törtinç kün                                   | beşinç kün                                    | altınç kün                                  | yetinç kün                                      |
| Nawaho                         | Damóo                                          | Damóo Biiskání po niedzieli               | Damóo dóó Naakiską́o niedziela +2 × wschód     | Damóo dóó Tááʼ Yiką́o niedziela +3 × wschód    | Damóo dóó Dį́į́ʼ Yiką́o niedziela +4 × wschód    | Ndaʼiiníísh koniec tygodnia                 | Yiką́o Damóo [po] wschodzie [jest] niedziela     |

### Początek w sobotę
W języku suahili dzień rozpoczyna się o wschodzie słońca, a nie kończy o zachodzie, co wprowadza przesunięcie o 12 godzin względem kalendarzy arabskiego i hebrajskiego. Wynika z tego, że sobota jest pierwszym dniem tygodnia, jednocześnie zawierając pierwszą noc tygodnia w wersji arabskiej. Patrząc od strony etymologicznej nazw, w suahili są dwa piąte dni. Środa zawiera liczbę pięć: tano, które jest pochodzenia bantu. Czwartek jest pochodzenia arabskiego, w którym alhamisi oznacza piąty [dzień]. Piątek jest również pochodzenia arabskiego i oznacza zebranie na nocne piątkowe modlitwy w islamie.
| Dzień (zobacz nieregularności) | Sobota pierwszy dzień | Niedziela drugi dzień | Poniedziałek trzeci dzień | Wtorek czwarty dzień | Środa piąty dzień | Czwartek piąty dzień | Piątek dzień wspólnych modlitw |
| ------------------------------ | --------------------- | --------------------- | ------------------------- | -------------------- | ----------------- | -------------------- | ------------------------------ |
| Suahili                        | jumamosi              | jumapili              | jumatatu                  | jumanne              | jumatano          | alhamisi             | ijumaa                         |

## Nazwy od planet

### Historia

Heptagram dni tygodnia

Pierwotny babiloński siedmiodniowy tydzień został rozpropagowany przez astrologów chaldejskich najpierw wśród Rzymian, a następnie wśród Greków, i w czasach między I i III wiekiem w Cesarstwie rzymskim stopniowo zastępowano cykl ośmiodniowy, tzw. nundinae, przez siedmiodniowy tydzień. Astrologiczna kolejność została wyjaśniona przez Wettiusza Walensa i Diona Kasjusza. Według nich, główną zasadą astrologii jest to, że ciała niebieskie przewodzą kolejno każdej godzinie dnia. Kolejność planet w teorii geocentrycznej od najdalszej do najbliższej Ziemi to: Saturn, Jowisz, Mars, Słońce, Wenus, Merkury i Księżyc.
W teorii astrologii nie tylko dzień tygodnia, lecz także godzina dnia jest zdominowana przez siedem ciał niebieskich.
Jeśli pierwsza godzina dnia jest pod dominacją Saturna (), to druga godzina jest pod dominacją Jowisza
(), trzecia Marsa () i kolejno dalej 
Słońca (), Wenus (), Merkurego () i Księżyca (), a ta sekwencja powtarza się co siedem godzin. Stąd, jeśli dzień jest oznaczony planetą dominującą w pierwszej godzinie, to po dniu Saturna następuje dzień Słońca, a po nim dzień Księżyca i tak dalej, co jest przedstawione poniżej.
Według Vettiusa Valensa pierwsza godzina dnia zaczyna się o zachodzie słońca, co wynika z greckiej i babilońskiej tradycji. Twierdził też, że jasna i ciemna połowa dnia były pod wpływem ciała niebieskiego będącego w pierwszej godzinie tego okresu. Jest to potwierdzone przez malowidło w Pompejach, które wymienia datę 6 lutego 60 jako niedzielę, chociaż obecne szacuje się, że jest to środa. Tak więc na malowidle zastosowano nazewnictwo dzienne metodą Valensa, podczas gdy nazewnictwo nocne zgadza się z nowoczesnym rachunkiem astrologicznym, w którym nazwy są przeznaczone na następny dzień.
Oba te nakładające się systemy były nadal stosowane przez chrześcijan w IV wieku w Aleksandrii, ale dni były tylko numerowane od 1 do 7. Mimo że nazwy bogów nie były używane, to tydzień zaczynający się w środę nazywał się po grecku ton theon (dzień bogów). Taką formę stosował pod koniec IV wieku Atanazy Wielki. Znajdowała się ona również w tabelach świąt wielkanocnych z lat 311-369, które przetrwały w etiopskich kopiach.
| Godzina: | 1       | 2       | 3       | 4       | 5       | 6       | 7       | 8       | 9       | 10      | 11      | 12      | 13      | 14      | 15      | 16      | 17      | 18      | 19      | 20      | 21      | 22      | 23      | 24      | Ciało niebieskie → Dzień |
| -------- | ------- | ------- | ------- | ------- | ------- | ------- | ------- | ------- | ------- | ------- | ------- | ------- | ------- | ------- | ------- | ------- | ------- | ------- | ------- | ------- | ------- | ------- | ------- | ------- | ------------------------ |
| Dzień 1  | Saturn  | Jowisz  | Mars    | Słońce  | Wenus   | Merkury | Księżyc | Saturn  | Jowisz  | Mars    | Słońce  | Wenus   | Merkury | Księżyc | Saturn  | Jowisz  | Mars    | Słońce  | Wenus   | Merkury | Księżyc | Saturn  | Jowisz  | Mars    | Saturn → Sobota          |
| Dzień 2  | Słońce  | Wenus   | Merkury | Księżyc | Saturn  | Jowisz  | Mars    | Słońce  | Wenus   | Merkury | Księżyc | Saturn  | Jowisz  | Mars    | Słońce  | Wenus   | Merkury | Księżyc | Saturn  | Jowisz  | Mars    | Słońce  | Wenus   | Merkury | Słońce → Niedziela       |
| Dzień 3  | Księżyc | Saturn  | Jowisz  | Mars    | Słońce  | Wenus   | Merkury | Księżyc | Saturn  | Jowisz  | Mars    | Słońce  | Wenus   | Merkury | Księżyc | Saturn  | Jowisz  | Mars    | Słońce  | Wenus   | Merkury | Księżyc | Saturn  | Jowisz  | Księżyc → Poniedziałek   |
| Dzień 4  | Mars    | Słońce  | Wenus   | Merkury | Księżyc | Saturn  | Jowisz  | Mars    | Słońce  | Wenus   | Merkury | Księżyc | Saturn  | Jowisz  | Mars    | Słońce  | Wenus   | Merkury | Księżyc | Saturn  | Jowisz  | Mars    | Słońce  | Wenus   | Mars → Wtorek            |
| Dzień 5  | Merkury | Księżyc | Saturn  | Jowisz  | Mars    | Słońce  | Wenus   | Merkury | Księżyc | Saturn  | Jowisz  | Mars    | Słońce  | Wenus   | Merkury | Księżyc | Saturn  | Jowisz  | Mars    | Słońce  | Wenus   | Merkury | Księżyc | Saturn  | Merkury → Środa          |
| Dzień 6  | Jowisz  | Mars    | Słońce  | Wenus   | Merkury | Księżyc | Saturn  | Jowisz  | Mars    | Słońce  | Wenus   | Merkury | Księżyc | Saturn  | Jowisz  | Mars    | Słońce  | Wenus   | Merkury | Księżyc | Saturn  | Jowisz  | Mars    | Słońce  | Jowisz → Czwartek        |
| Dzień 7  | Wenus   | Merkury | Księżyc | Saturn  | Jowisz  | Mars    | Słońce  | Wenus   | Merkury | Księżyc | Saturn  | Jowisz  | Mars    | Słońce  | Wenus   | Merkury | Księżyc | Saturn  | Jowisz  | Mars    | Słońce  | Wenus   | Merkury | Księżyc | Wenus → Piątek           |

### Tradycja grecko-rzymska
Najwcześniejsze dowody siedmiodniowych tygodni związanych z ciałami niebieskimi, pochodzą od astrologa Vettiusa Valenta, który o nim napisał około 170 roku w swoim dziele Anthologiarum. Ustalił on następującą kolejność: Słońce, Księżyc, Ares, Hermes, Zeus, Afrodyta i Kronos. Z Grecji planetarne nazwy przejęli Rzymianie. Od łaciny przeszły one na inne języki południowej i zachodniej Europy. Później pod ich wpływem były pozostałe języki.
| Dzień: (zobacz nieregularności) | Niedziela Sōl (Słońce)    | Poniedziałek Luna (Księżyc)  | Wtorek Mars (Mars)       | Środa Mercurius (Merkury) | Czwartek Iuppiter (Jowisz) | Piątek Venus (Wenus)              | Sobota Saturnus (Saturn)   |
| ------------------------------- | ------------------------- | ---------------------------- | ------------------------ | ------------------------- | -------------------------- | --------------------------------- | -------------------------- |
| Greka klasyczna                 | ἡμέρα Ἡλίου hêméra Hêlíou | ἡμέρα Σελήνης hêméra Selếnês | ἡμέρα Ἄρεως hêméra Áreôs | ἡμέρα Ἕρμου hêméra Hérmou | ἡμέρα Διός hêméra Diós     | ἡμέρα Ἀφροδίτης hêméra Aphrodítês | ἡμέρα Κρόνου hêméra Krónou |
| Łacina                          | dies Sōlis                | dies Lūnae                   | dies Martis              | dies Mercuriī             | dies Jovis                 | dies Veneris                      | dies Saturnī               |
| Włoski                          | domenica                  | lunedì                       | martedì                  | mercoledì                 | giovedì                    | venerdì                           | sabato                     |
| Hiszpański                      | domingo                   | lunes                        | martes                   | miércoles                 | jueves                     | viernes                           | sábado                     |
| Rumuński                        | duminică                  | luni                         | marţi                    | miercuri                  | joi                        | vineri                            | sâmbătă                    |
| Francuski                       | dimanche                  | lundi                        | mardi                    | mercredi                  | jeudi                      | vendredi                          | samedi                     |
| Galicyjski                      | domingo                   | luns                         | martes                   | mércores                  | xoves                      | venres                            | sábado                     |
| Kataloński                      | diumenge                  | dilluns                      | dimarts                  | dimecres                  | dijous                     | divendres                         | dissabte                   |
| Asturyjski                      | domingu                   | llunes                       | martes                   | miércoles                 | xueves                     | vienres                           | sábadu                     |
| Friulski                        | domenie                   | lunis                        | martars                  | miercus                   | joibe                      | vinars                            | sabide                     |
| Sardyński                       | dominiga                  | lunis                        | martis                   | mercuris                  | giobia                     | chenabura                         | sappadu                    |
| Interlingua                     | Dominica                  | Lunedi                       | Martedi                  | Mercuridi                 | Jovedi                     | Venerdi                           | Sabbato                    |
| Ido                             | Sundio                    | Lundio                       | Mardio                   | Merkurdio                 | Jovdio                     | Venerdio                          | Saturdio                   |
| Esperanto                       | dimanĉo                   | lundo                        | mardo                    | merkredo                  | ĵaŭdo                      | vendredo                          | sabato                     |
| Irlandzki                       | An Domhnach Dé Domhnaigh  | An Luan Dé Luain             | An Mháirt Dé Máirt       | An Chéadaoin Dé Céadaoin  | An Déardaoin Déardaoin     | An Aoine Dé hAoine                | An Satharn Dé Sathairn     |
| Gaelicki szkocki                | Di-Dòmhnaich              | Di-Luain                     | Di-Màirt                 | Di-Ciadain                | Di-Ardaoin                 | Di-Haoine                         | Di-Sàthairne               |
| Walijski                        | dydd Sul                  | dydd Llun                    | dydd Mawrth              | dydd Mercher              | dydd Iau                   | dydd Gwener                       | dydd Sadwrn                |
| Kornijski                       | Dy' Sul                   | Dy' Lun                      | Dy' Meurth               | Dy' Mergher               | Dy' Yow                    | Dy' Gwener                        | Dy' Sadorn                 |
| Bretoński                       | Disul                     | Dilun                        | Dimeurzh                 | Dimerc’her                | Diriaou                    | Digwener                          | Disadorn                   |
| Manx                            | Jedoonee                  | Jelune                       | Jemayrt                  | Jecrean                   | Jerdrein                   | Jeheiney                          | Jesarn                     |
| Albański                        | E diel                    | E hënë                       | E martë                  | E mërkurë                 | E enjte                    | E premte                          | E shtunë                   |

### Astrologia indyjska
System grecko-rzymski został zaadaptowany w astrologii indyjskiej w II wieku n.e. Nazewnictwo dni w sanskrycie pochodzi z tłumaczeń greckich, które nastąpiło najprawdopodobniej w III wieku n.e. w okresie hellenizacji północno-zachodnich Indii.
| Dzień      | Niedziela Surja (Słońce)         | Poniedziałek Soma (Księżyc)    | Wtorek Mangala (Mars)           | Środa Budha (Merkury)                                           | Czwartek Guru (Jowisz)                    | Piątek Śukra (Wenus)           | Sobota Śani (Saturn)                |
| ---------- | -------------------------------- | ------------------------------ | ------------------------------- | --------------------------------------------------------------- | ----------------------------------------- | ------------------------------ | ----------------------------------- |
| Sanskryt   | भानुवासरम् Bhaanu Vāsaram            | इन्दुवासरम् Indu Vāsaram           | भौमवासरम् Bhauma Vāsaram           | सौम्यवासरम् Saumya Vāsaram                                          | गुरूवासरम Bruhaspathi/Guru Vāsaram           | भृगुवासरम् Bhrgu Vāsaram           | स्थिरवासरम् Sthira Vāsaram              |
| Hindi      | रविवार Ravivār                     | सोमवार Somavār                   | मंगलवार Mangalavār                | बुधवार Budhavār                                                   | गुरूवार Guruvār                              | शुक्रवार Shukravār                | शनिवार Shanivār                       |
| Syngaleski | ඉරිදා Iridaa                       | සදුදා Sandudaa                   | අඟහරැවදා Anngaharuwadaa           | බදාදා Badaadaa                                                    | බූරහස්පතින්දා Brahaspathindaa                  | සිකුරාදා Sikuradaa                 | සෙනසුරාදා Senasuraadaa                  |
| Marathi    | रविवार Ravivār                     | सोमवार Somavār                   | मंगळवार MangaLavār                | बुधवार Budhavār                                                   | गुरूवार Guruvār                              | शुक्रवार Shukravār                | शनिवार Shanivār                       |
| Bengalski  | রবিবার Robibar                     | সোমবার Shombar                   | মঙ্গলবার Monggolbar               | বুধবার Budhbar                                                    | বৃহস্পতিবার Brihôshpotibar                    | শুক্রবার Shukrobar                | শনিবার Shonibar                       |
| Urdu       | Itwaar اتوار                     | Peer پیر lub Somwar سوموار     | Mangal منگل                     | Budh بدھ                                                        | Jumaa-raat جمعراتRaat = wigilia           | Jumaah جمعہ                    | Saneechar سنیچرlub ہفتہ Haftah      |
| Birmański  | တနင်္ဂနွေ [tənɪ́ɴ ɡənwè] (Tananganve) | တနင်္လာ [tənɪ́ɴ là] (Tanangla)     | အင်္ဂါ [ɪ̀ɴ ɡà] (Angga)             | [ဗုဒ္ဓဟူး] [boʊʔ dəhú] (Buddhahu) (po północy = nowy dzień) ရာဟု Rahu | ကြာသာပတေး [tɕà ðà bədé] (Krasapate)            | သောကြာ [θaʊʔ tɕà] (Saukra)         | စနေ [sənè] (Cane)                    |
| Mon        | တ္ၚဲ အဒိုတ် [ŋoa ətɜ̀t] z Sans. āditya | တ္ၚဲ စန် [ŋoa cɔn] z Sans. candra | တ္ၚဲ အၚါ [ŋoa əŋɛ̀a] z Sans. aṅgāra | တ္ၚဲ ဗုဒ္ဓဝါ [oa pùt-həwɛ̀a] z Sans. budhavāra                        | တ္ၚဲ ဗြဴဗ္တိ [ŋoa pɹɛ̀apətɔeʔ] z Sans. bṛhaspati | တ္ၚဲ သိုက်. [ŋoa sak] z Sans. śukra | တ္ၚဲ သ္ၚိ သဝ် [ŋoa hɔeʔ sɔ] z Sans. śani |
| Khmerski   | ថ្ងៃអាទិត្យ [tŋaj ʔaatɨt]             | ថ្ងៃចន្ទ [tŋaj can]               | ថ្ងៃអង្គារ [tŋaj ʔɑŋkie]            | ថ្ងៃពុធ [tŋaj put]                                                 | ថ្ងៃព្រហស្បត្ណិ [tŋaj prɔhoah]                  | ថ្ងៃសុក្រ [tŋaj sok]               | ថ្ងៃសៅរ៍ [tŋaj sav]                     |
| Gudźarati  | રવિવાર Ravivār                     | સોમવાર Somvār                    | મંગળવાર Mangaḷvār                 | બુધવાર Budhvār                                                    | ગુરૂવાર Guruvār                              | શુક્રવાર Shukravār                | શનિવાર Shanivār                       |
| Malediwski | އާދީއްތަ Aadheettha                  | ހޯމަ Homa                        | އަންގާރަ Angaara                    | ބުދަ Budha                                                        | ބުރާސްފަތި Buraasfathi                         | ހުކުރު Hukuru                     | ހޮނިހިރު Honihiru                       |
| Tamilski   | ஞாயிற்று கிழமை Nyāyitru kizhamai       | திங்கட் கிழமை Thingat kizhamai      | செவ்வாய்க் கிழமை Sevvāi kizhamai       | புதன்க் கிழமை Budhan kizhamai                                        | வியாழக் கிழமை Vyāzha kizhamai                  | வெள்ளிக் கிழமை Velli kizhamai        | சனிக் கிழமை Shani kizhamai              |
| Telugu     | ఆదివారం Aadi Vāram                  | సోమవారం Soma Vāram                | మంగళవారం Mangala Vāram             | బుధవారం Budha Vāram                                                | గురువారం Bestha/Guru/Lakshmi Vāram            | శుక్రవారం Shukra Vāram             | శనివారం Shani Vāram                    |
| Malajalam  | ഞായര്‍ Njyāyar                       | തിങ്കള്‍ Thingal                    | ചൊവ്വ Chouvva                     | ബുധന്‍ Budhan                                                       | വ്യാഴം Vzyāzham                              | വെള്ളി Velli                      | ശനി Sheni                            |
| Kannada    | ಭಾನುವಾರ Bhanu Vaara                 | ಸೋಮವಾರ Soma Vaara                | ಮಂಗಳವಾರ Mangala Vaara             | ಬುಧವಾರ Budha Vaara                                                | ಗುರುವಾರ Guru Vaara                           | ಶುಕ್ರವಾರ Shukra Vaara             | ಶನಿವಾರ Shani Vaara                    |
| Laotański  | ວັນອາທິດ [wán ʔàːtʰīt]             | ວັນຈັນ [wán càn]                 | ວັນອັງຄານ [wán ʔàŋkʰáːn]          | ວັນພຸດ [wán pʰūt]                                                 | ວັນພະຫັດ [wán pʰāhát]                       | ວັນສຸກ [wán súk]                 | ວັນເສົາ [wán sǎu]                     |
| Szan       | ဝၼ်းဢႃတိတ်ႉ [wan˦ ʔaː˩ tit˥]           | ဝၼ်းၸၼ် [wan˦ tsan˩]              | ဝၼ်းဢင်းၵၼ်း [wan˦ ʔaŋ˦ kan˦]         | ဝၼ်းၽုတ်ႉ [wan˦ pʰut˥]                                               | ဝၼ်းၽတ်း [wan˦ pʰat˦]                         | ဝၼ်းသုၵ်း [wan˦ sʰuk˦]              | ဝၼ်းသဝ် [wan˦ sʰaw˩]                   |
| Tajski     | วันอาทิตย์ Wan Āthit                | วันจันทร์ Wan Chan                | วันอังคาร Wan Angkhān             | วันพุธ Wan Phut                                                   | วันพฤหัสบดี Wan Phruehatsabodi               | วันศุกร์ Wan Suk                  | วันเสาร์ Wan Sao                      |
| Mongolski  | адъяа adya                       | сумъяа sumya                   | ангараг angarag                 | буд bud                                                         | бархабадь barkhabadi                      | сугар sugar                    | санчир sanchir                      |
| Jawajski   | Raditya                          | Soma                           | Anggara                         | Buda                                                            | Respati                                   | Sukra                          | Tumpek                              |
| Balijski   | Redite                           | Coma                           | Anggara                         | Buda                                                            | Wraspati                                  | Sukra                          | Saniscara                           |
| Pendżabski | ਐਤਵਾਰ etvār                       | ਸੋਮਵਾਰ sōmvār                    | ਮੰਗਲਵਾਰ mangalvār                 | ਬੁੱਧਵਾਰ búdvār                                                     | ਵੀਰਵਾਰ vīrvār                               | ਸ਼ੁੱਕਰਵਾਰ shukkarvār               | ਸ਼ਨਿੱਚਰਵਾਰ shaniccharvār                |

### Azja Wschodnia
W Azji Wschodniej sposób nazywania dni bardzo przypomina system łaciński i opiera się na siedmiu ciałach niebieskich: Słońcu, Księżycu i pięciu planetach widocznych gołym okiem. Nazwy pięciu planet odwołują się do pięciu elementów tradycyjnej wschodnioazjatyckiej filozofii: ognia (Mars), wody (Merkury), drewna (Jowisz), metalu (Wenus) i ziemi (Saturn). Najstarsze znane zapiski z Azji Wschodniej na temat siedmiodniowego tygodnia w obecnym nazewnictwie i kolejności jest przypisywane chińskiemu astrologowi Fan Ningowi, który żył pod koniec IV wieku (dynastia Jin). O późniejszym rozpowszechnieniu się tego systemu dzięki manicheizmowi wspominają zapiski buddyjskich mnichów: chińskiego Yi Jinga oraz cejlońskiego Bu Konga z VIII wieku podczas dynastii Tang. Wkrótce potem japoński mnich Kōbō Daishi przeniósł ten system do Japonii. Zachowane pamiętniki japońskiego arystokraty Michinagi Fujiwary wskazują, że system siedmiodniowy był stosowany w Japonii już w 1007 roku. Początkowo siedmiodniowy tydzień był stosowany dla celów astrologicznych. Jego zastosowanie w kalendarzu nastąpiło w okresie Meiji. W Chinach, od czasu proklamacji republiki w 1911 roku, dni od poniedziałku do soboty są numerowane od 1 do 6, natomiast w niedzielę pozostawiono odwołanie do Słońca (星期日).
|                                | Niedziela            | Poniedziałek         | Wtorek                    | Środa                  | Czwartek               | Piątek                   | Sobota                 |
| ------------------------------ | -------------------- | -------------------- | ------------------------- | ---------------------- | ---------------------- | ------------------------ | ---------------------- |
| Ciało niebieskie               | Słońce (日)          | Księżyc (月)         | Mars (火)                 | Merkury (水)           | Jowisz (木)            | Wenus (金)               | Saturn (土)            |
| Chiński (obecnie przestarzałe) | 日曜日 Rìyàorì       | 月曜日 Yuèyàorì      | 火曜日 Huǒyàorì           | 水曜日 Shuǐyàorì       | 木曜日 Mùyàorì         | 金曜日 Jīnyàorì          | 土曜日 Tǔyàorì         |
| Japoński                       | 日曜日 Nichiyōbi     | 月曜日 Getsuyōbi     | 火曜日 Kayōbi             | 水曜日 Suiyōbi         | 木曜日 Mokuyōbi        | 金曜日 Kin'yōbi          | 土曜日 Doyōbi          |
| Koreański (Hangul)             | 일요일 Iryoil        | 월요일 Woryoil       | 화요일 Hwayoil            | 수요일 Suyoil          | 목요일 Mogyoil         | 금요일 Geumyoil          | 토요일 Toyoil          |
| Tybetański                     | གཟའ་ཉི་མ། gza' nyi ma | གཟའ་ཟླ་བ། gza' zla ba | གཟའ་མིག་དམར། gza' mig dmar | གཟའ་ལྷག་པ། gza' lhag pa | གཟའ་ཕུར་བུ། gza' phur bu | གཟའ་པ་སངས། gza' pa sangs | གཟའ་སྤེན་པ། gza' spen pa |

Wymowa dla tradycyjnych nazw chińskich jest podana w standardowym języku mandaryńskim.

## Języki germańskie
Germanie zaadaptowali system rzymski, lecz w nazewnictwie zastosowali rodzime bóstwa (z wyjątkiem soboty) w procesie znanym jako interpretatio germanica. Czasy, w których system wprowadzono nie są jednoznacznie ustalone. Musiało to nastąpić po roku 200 n.e., lecz przed chrystianizacją w VI i VII wieku, np. w ostatnich latach lub tuż po rozpadzie Cesarstwa zachodniorzymskiego.
Okres ten jest nazywany etapem wspólnoty pragermańskiej, z ciągle nie wyróżnioną grupą zachodniogermańską. Nazwy dni tygodnia w językach skandynawskich nie wywodzą się bezpośrednio z łaciny, lecz z nazw zachodniogermańskich. W mitologii germańskiej słońce jest uosobieniem bogini.
- Niedziela: staroangielski Sunnandæg (wymowa [sun.nan.dæg] lub [sun.nan.dæj]) oznaczał dzień słońca. Jest to tłumaczenie łacińskiego zwrotu dies Solis. W języku angielskim, podobnie jak w większości języków germańskich, jest zachowana pogańska relacja dnia ze Słońcem. Większość pozostałych języków europejskich, w tym wszystkie języki romańskie, zmieniły tę nazwę na odpowiednik "dzień Pański" (na podstawie łaciny kościelnej dies Dominica).

- Poniedziałek: staroangielski Mōnandæg (wymowa [mon.nan.dæg] lub [mon.nan.dæj']) oznaczał dzień księżyca. Jest to tłumaczenie łacińskiego zwrotu dies lunae. W północnogermańskiej mitologii księżyc jest uosobieniem boga Máni.

- Wtorek: staroangielski Tīwesdæg (wymowa [ti.wes.dæg] lub [ti.wes.dæj]) oznaczał dzień Tiwa. Tiw/Tyr był jednorękim bogiem wojny w mitologii nordyckiej. Nazwa dnia jest odpowiednikiem wersji łacińskiej dies Martis, tj. dzień Marsa (rzymskiego boga wojny).

- Środa: staroangielski Wōdnesdæg (wymowa [woːd.nes.dæg] lub [woːd.nes.dæj]) oznaczał dzień germańskiego boga Wodana (znanego później wśród ludów północnogermańskich jako Odyn), będącego też jednym z ważniejszych bóstw Anglosasów (innych ludów germańskich) w Anglii aż do VII wieku. Nazwa jest odpowiednikiem wersji łacińskiej dies Mercurii, tj. dzień Merkurego. Wersję islandzką Miðviku, niemiecką Mittwoch i fińską keskiviikko można także odczytać jako środek-tydzień.

- Czwartek: staroangielski Þūnresdæg (wymowa [θuːn.res.dæg] lub [θuːn.res.dæj]) oznaczał dzień Þunora. Þunor jest obecnie powszechnie znany jako Thor. Germański bóg burzy i piorunów w języku staro-wysoko-germańskim znany jako Donar dał nazwę Donnerstag (obecnie słowem Donner określa się grzmot). Nazwa dnia jest odpowiednikiem łacińskiej wersji dies Iovis, tj. dzień Jowisza.

- Piątek: staroangielski Frīgedæg (wymowa [fri.je.dæg] lub [fri.je.dæj]) oznaczał dzień anglosaskiej bogini Frigg lub Frei. Nordycką nazwą dla planety Wenus była Friggjarstjarna, gwiazda Frigg. Nazwa dnia jest odpowiednikiem łacińskiej wersji dies Veneris, tj. dzień Wenus.

- Sobota: jest to jedyny dzień, który nie ma swojego odpowiednika utworzonego na podstawie germańskiej mitologii lub pogańskich wierzeń. Jego pochodzenie wywodzi się bezpośrednio z łacińskiego terminu dies Saturni. Widać też wyraźne odstępstwo w językach skandynawskich, gdzie Lørdag/Lördag nie odwołuje się do żadnego z bóstw, lecz wywodzi się z nordyckiego laugardagr, które można odczytać jako mycie-dzień.

| Dzień: (zobacz nieregularnosci) | Niedziela Sunna/Sól | Poniedziałek Mona/Máni | Wtorek Tiw/Tyr                    | Środa Wodan/Odyn       | Czwartek Thunor/Thor   | Piątek Frigg/Freja | Sobota Saturn             |
| ------------------------------- | ------------------- | ---------------------- | --------------------------------- | ---------------------- | ---------------------- | ------------------ | ------------------------- |
| Staroangielski                  | Sunnandæg           | Mōnandæg               | Tīwesdæg                          | Wōdnesdæg              | Þunresdæg              | Frīgedæg           | Sæternesdæg               |
| Angielski                       | Sunday              | Monday                 | Tuesday                           | Wednesday              | Thursday               | Friday             | Saturday                  |
| Staro-wysoko-niemiecki          | Sunnûntag           | Mânetag                | Zîestag                           | Wôdanstag (Wuotanstag) | Donarestag             | Frîjatag           | Sunnûnâband lub Sambaztag |
| Niemiecki                       | Sonntag             | Montag                 | Dienstag lub Ziestag (Szwajcaria) | Mittwoch               | Donnerstag             | Freitag            | Sonnabend lub Samstag     |
| Niderlandzki                    | zondag              | maandag                | dinsdag                           | woensdag               | donderdag              | vrijdag            | zaterdag                  |
| Afrikaans                       | Sondag              | Maandag                | Dinsdag                           | Woensdag               | Donderdag              | Vrydag             | Saterdag                  |
| Zachodniofryzyjski              | Snein               | Moandei                | Tiisdei                           | Woansdei               | Tongersdei             | Freed              | Sneon lub Saterdei        |
| Staronordyjski                  | sunnudagr           | mánadagr               | tysdagr                           | óðinsdagr              | þórsdagr               | frjádagr           | laugardagr lub sunnunótt  |
| Farerski                        | sunnudagur          | mánadagur              | týsdagur                          | mikudagur              | hósdagur lub tórsdagur | fríggjadagur       | leygardagur               |
| Islandzki                       | sunnudagur          | mánudagur              | þriðjudagur                       | miðvikudagur           | fimmtudagur            | föstudagur         | laugardagur               |
| Norweski, Bokmål                | søndag              | mandag                 | tirsdag                           | onsdag                 | torsdag                | fredag             | lørdag                    |
| Norweski, Nynorsk               | sundag              | måndag                 | tysdag                            | onsdag                 | torsdag                | fredag             | laurdag                   |
| Duński                          | søndag              | mandag                 | tirsdag                           | onsdag                 | torsdag                | fredag             | lørdag                    |
| Szwedzki                        | söndag              | måndag                 | tisdag                            | onsdag                 | torsdag                | fredag             | lördag                    |

## System mieszany
W dialekcie języka istrorumuńskiego z Žejane, nazwy dni lur (poniedziałek) i virer (piątek) są utworzone według konwencji łacińskiej, natomiast utorek (wtorek), sredu (środa) i četrtok (czwartek) mają słowiańskie korzenie.
| Dzień: (zobacz nieregularności) | Poniedziałek | Wtorek | Środa | Czwartek | Piątek | Sobota  | Niedziela |
| ------------------------------- | ------------ | ------ | ----- | -------- | ------ | ------- | --------- |
| Istrorumuński, dialekt z Žejane | lur          | utorek | sredu | četrtok  | virer  | simbota | dumireca  |

### Poniedziałek
1. 1 2 3 4 5 6 7 8 9 10 11  Po wolnym od pracy
2. ↑  Początek tygodnia
3. ↑  Po targowisku
4. ↑  Pan

### Wtorek
1. ↑  Drugi dzień tygodnia (por. węgierski kettő „dwa”)
2. 1 2 3  Ting (zgromadzenie)

### Środa
1. 1 2 3 4 5 6 7 8 9 10 11 12 13 14  Środek tygodnia[16] lub środkowy
2. 1 2  Pierwszy post (Chrześcijaństwo)

### Czwartek
1. ↑  Pięć (arabski)
2. 1 2  Dzień między dwoma postami (An Dé idir dhá aoin skrócone do An Déardaoin) (Chrześcijaństwo)

### Piątek
1. ↑  Wielki Piątek lub Przygotowanie[9] (Chrześcijaństwo)
2. 1 2 3  Post (celtycki) lub Postny dzień (islandzki) (Chrześcijaństwo)
3. 1 2 3 4 5 6 7 8 9 10  Zebranie/Zgrupowanie/Spotkanie (Islam)
4. ↑  Dzień Wiary (Islam)

### Sobota
1. 1 2 3 4 5 6 7 8 9 10 11 12 13 14 15 16 17 18 19 20 21 22 23 24 25 26 27 28 29 30 31  Szabat (Judaizm)
2. 1 2 3 4 5 6  Dzień prania lub kąpania
3. 1 2 3 4 5 6  Koniec tygodnia (arabskie Sabt = odpoczynek) (Islam)
4. ↑  Po zebraniu/zgrupowaniu (Islam)
5. ↑  Tydzień
6. 1 2  sambaz-tac dzień sobotni[14]
7. 1 2  Wigilia niedzieli, Wigilia przed dniem Słońca[14]

### Niedziela
1. 1 2 3 4 5 6 7 8 9 10  Wolny od pracy
2. ↑  Zmartwychwstanie (Chrześcijaństwo)
3. ↑  Dzień handlowy
4. ↑  Wolne cały dzień
5. 1 2 3 4 5 6 7 8 9 10 11 12 13 14 15 16 17 18 19 20 21 22  Z łaciny dominicus (Pan)
6. ↑  Dzień targowy